# Joseph-Marie Godefroy de Tonnancour
Pour les articles homonymes, voir Tonnancour.
Joseph-Marie Godefroy de Tonnancour (1750-1834) est un homme politique canadien. Il était le député de Buckingham de 1792 à 1796 à la chambre d'assemblée du Bas-Canada.